# Xian de Guangning
Le xian de Guangning (广宁县 ; pinyin : Guǎngníng Xiàn) est un district administratif de la province chinoise du Guangdong. Il est placé sous la juridiction de la ville-préfecture de Zhaoqing.

## Démographie
La population du district était de 533 050 habitants en 1999.